# Yahoo! Directory
Yahoo! Directory — каталог ресурсов в Интернете, ранее управляемый американской компанией Yahoo! — владельцем третьей по популярности поисковой системы в мире. Основан в 1994 году (в эпоху отсутствия популярных и устоявшихся поисковых сервисов) под названием Jerry and David’s Guide to the World Wide Web. Новость о прекращении поддержки и работы проекта была озвучена руководством Yahoo! 26 сентября 2014 года. Просуществовав до 31 декабря 2014 года, за 20 лет работы площадка смогла составить конкуренцию Open Directory Project, также известному как DMOZ.
Сервисом поддерживались бесплатные (со временем переставшие быть доступными) и приоритетные размещения. Платный тариф подразумевал добавление сайта в каталог за $299, но для сайтов adult-тематики стоимость достигала $600, и со временем стал единственным вариантом добавления сайта на Yahoo! Directory. Платежи должны были вноситься раз в 1 год, отсутствие оплаты приводило к удалению сайта из списков. Присутствовало деление ресурсов на категории с большим уровнем вложений (подкатегорий). Активно использовалось в SEO (поисковой оптимизации) и продвижении брендов в целом. В книге Дэвида Джорджа под названием «The ABC of SEO», затрагивающей основы актуальной на 2005 год информации о SEO, Yahoo! Directory, наравне с DMOZ, был назван основным интернет-каталогом. Другой эксперт, Кеннет Спроул, назвал добавление сайта в данный каталог «хорошим решением, поскольку оно повышает показатель PR в Google и помогает в отношении других поисковых систем».
Пол Бош в книге «Yahoo! Hacks: Tips & Tools for Living on the Web Frontier» о создании и продвижении веб-сайтов в 2005 году, отметил ключевое различие между поисковой системой Yahoo! и предметом статьи:

В отличие от Yahoo! Search, который постоянно ищет и автоматически добавляет новые сайты, Yahoo! Directory рассматривает сайты для включения только по предложениям пользователей.Оригинальный текст (англ.)Unlike the Yahoo! Search index, which is constantly looking for and adding new sites automatically, the Yahoo! Directory considers sites for inclusion only from user suggestions.

## История

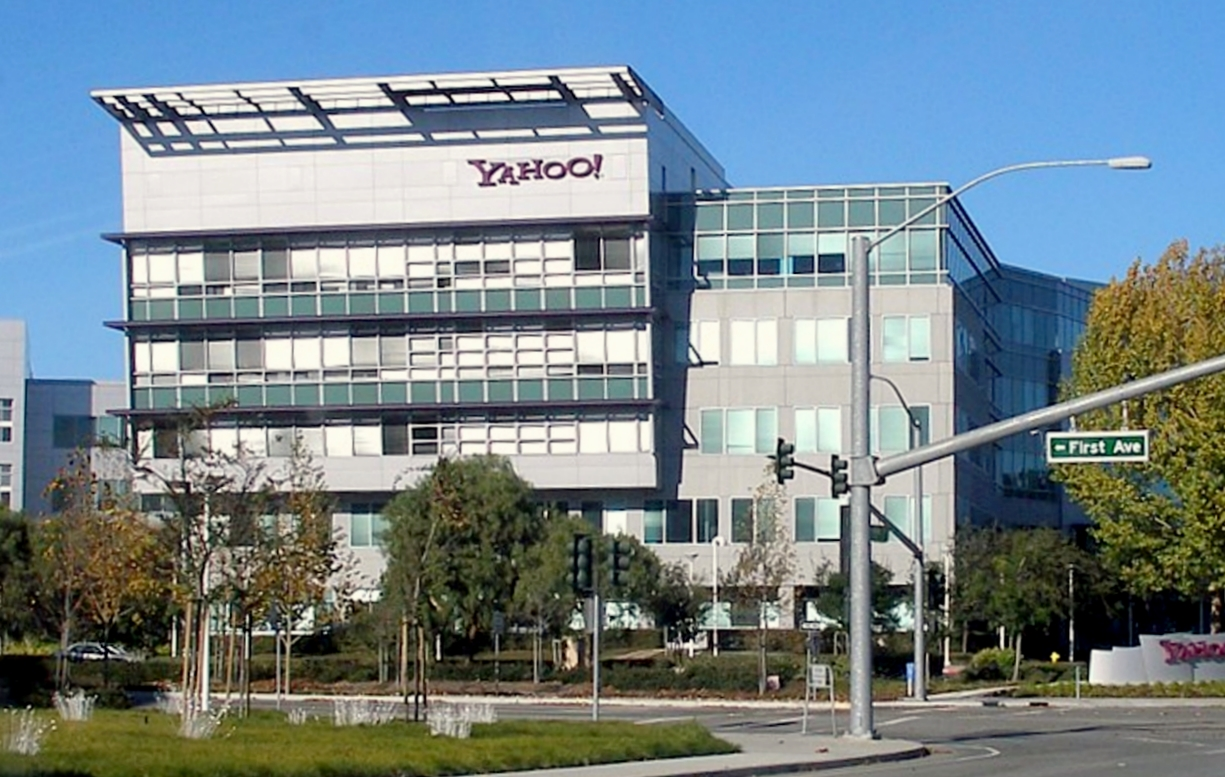
Офис корпорации Yahoo!

Открытие проекта пришлось на 1994 год, в первое время он представлял собой каталог из нескольких сотен сайтов. В некотором роде историю Directory можно назвать историей компании Yahoo! в целом, поскольку корпорация начиналась именно с данной площадки, в начале включавшей в себя список сайтов, понравившихся Дэвиду и Джерри — основателям Yahoo!. В качестве хостинг-провайдера выступал Стэнфордский университет, который, когда в 1995 году число посетителей из 1 тысячи в неделю переросло в 1 миллион (по другим оценкам — 100 тысяч) ежедневно, попросил владельцев ресурса выбрать другой сервер для размещения. Так был зарегистрирован домен и началась история Yahoo!.
В 2010 году функциональность Yahoo! Directory в некоторых регионах стала недоступна, а полное закрытие каталога состоялось в 2014 году.

## Критика
В печатном издании «Search Engine Optimization: An Hour a Day», выпущенном в 2006 году, в качестве недостатка Yahoo! Directory отмечается его связанность с представлением в поиске: после добавления веб-сайта в каталог в выдаче отображались описания из Directory, а не собранные автоматически ботом либо полученные из метатегов тексты. Кроме того, у вебмастеров не было возможности управлять описанием страниц — оно добавлялось сотрудниками Yahoo!.
Недостатком площадки выступали также удаление возможности бесплатного размещения, высокая цена добавления ссылок.